# Jean-Marc Guillou
Jean-Marc Guillou (ur. 20 grudnia 1945 w Bouaye) – francuski piłkarz występujący na pozycji pomocnika, a także trener piłkarski.

## Kariera klubowa
Guillou zawodową karierę rozpoczynał w 1966 roku w drugoligowym klubie Angers SCO. W 1969 roku awansował z nim do ekstraklasy. W 1975 roku spadł z klubem do drugiej ligi. W tym samym roku trafił do OGC Nice. W latach 1979–1981 grał dla szwajcarskiego Neuchâtel Xamax. Potem był graczem klubów FC Mulhouse oraz AS Cannes, gdzie w 1984 roku zakończył karierę.

## Kariera reprezentacyjna
W reprezentacji Francji Guillou zadebiutował 23 marca 1974 w wygranym 1:0 towarzyskim meczu z Rumunią. W 1978 roku został powołany do kadry na Mistrzostwa Świata. Zagrał na nich w przegranym 1:2 meczu z Włochami. Z tamtego turnieju Francja odpadła po fazie grupowej. W latach 1974–1978 w drużynie narodowej Guillou rozegrał w sumie 19 spotkań i zdobył 3 bramki.